# 登比 (北達科他州)
登比（英語：Denbigh）是位於美國北達科他州麥克亨利縣的非建制地區。

## 歷史
登比的郵局於1900年設立，其後於1988年停運。

## 地理
登比所處的海拔為高於海平面461米（即1513英呎），而該地所採用的時區為UTC-6，即北美中部时区（CST）。同時該地設有夏令時間，為UTC-6調快一小時，即UTC-5（CDT）。